# Isaak-Hersz-Jahrman-Synagoge
Die Isaak-Hersz-Jahrman-Synagoge von Warschau war eine Synagoge des Isaak Hersz Jahrman. 

## Geschichte

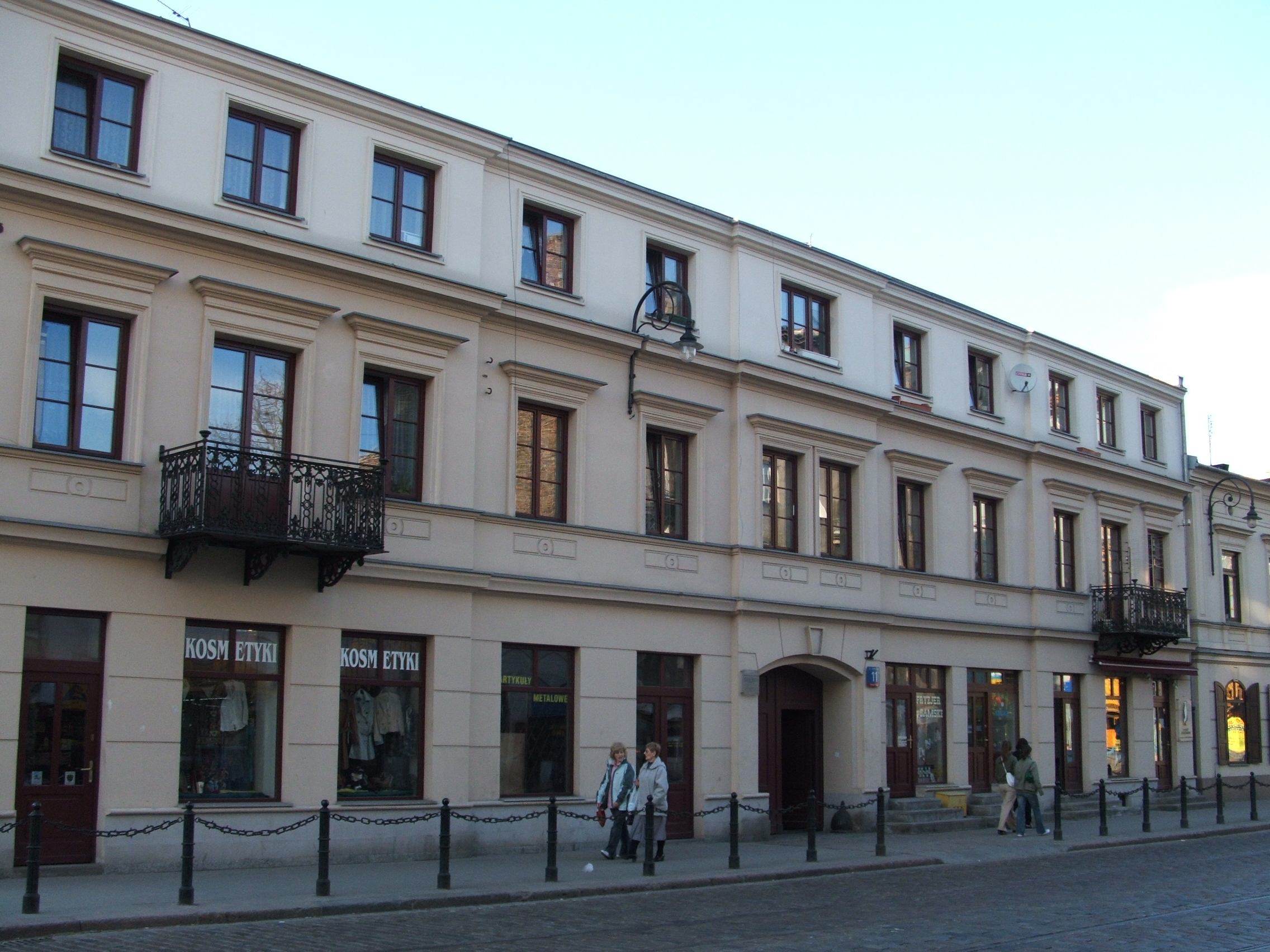
Die ehemalige Isaak-Hersz-Jahrman-Synagoge in Warschau

Die Isaak-Hersz-Jahrman-Synagoge war eine Synagoge an der Ząbkowskiej-Straße Nr. 11 in Warschau. Sie diente als religiöses Zentrum der orthodoxen Juden. 
Das Privathaus des Isaak Hersz Jahrman wurde in den Jahren 1868/69 als zweistöckiges Gebäude gebaut, wobei erst im Jahr 1948 das Gebäude um ein weiteres Stockwerk erhöht wurde. Ein Hinterhofgebäude wurde in den Jahren 1879/80 hinzugefügt, in dem 1880 zwei Räume einer Synagoge eingerichtet wurden. Diese wurden im Jahr 1943 von den deutschen Besatzern demoliert. 
Im Jahre 2000 entdeckte Janusz Sujecki vom Institut zur Erhaltung des Warschauer Kulturerbes Reste alter Wandmalereien in den ehemaligen Synagogenräumen.
Koordinaten: 52° 15′ 12,1″ N, 21° 2′ 24″ O